# Колычёва, Наталья Фёдоровна
Баронесса Наталья Фёдоровна Боде (урождённая Колычёва; 7 июня 1790, Ряжск, Рязанская область — 21 апреля 1860, Москва, Московская область) — последняя представительница древнего боярского рода, жена обер-гофмейстера барона Л. К. Боде; кавалерственная дама ордена Святой Екатерины.

## Биография
Дочь капитана в отставке Фёдора Петровича Колычёва (1746—1790) от брака его с Анной Никитичной Локисовой (1769—1841). Детские годы свои провела в г. Ряжске в доме матери, овдовевшей вскоре после рождения дочери. Позднее жила у своей тетки Марии Петровны Колычёвой в Москве.
В 1812 году, после гибели брата Фёдора (1791—1812), убитого в сражении при Полоцке, унаследовала его имения, перешедшие к нему после смерти С. А. и С. С. Колычёвых. 7 января 1815 года вышла замуж за однополчанина брата, полковника барона Льва Карловича Боде (1787—1859). Венчание было в Петербурге в Симеоновской церкви. Принесла мужу в приданое хорошее состояние, но дела её были запутаны.
Для поправления дел в 1816 году барон Боде вышел в отставку. Первые годы супруги жили в Москве и в Петербурге, затем безвыездно четыре года в имении Колычёво Балашовского уезда Саратовской губернии. С 1830 года они обосновались в Москве в доме на Мясницкой. С назначением в 1834 году Льва Карловича советником Дворцового управления, Наталья Фёдоровна с детьми переехала в Кремль, где и жила более двадцати лет. Лето же семья проводила в Подольском уезде в селе Покровском-Мещерском, приобретённом в 1817 году.
Барон и жена его Наталья Фёдоровна и всё их семейство пользовались в Москве полным уважением не только всех лиц, близко их знавших, но и всего высшего общества и, несмотря на свою иностранную фамилию, могли по справедливости называться настоящими русскими «барами».

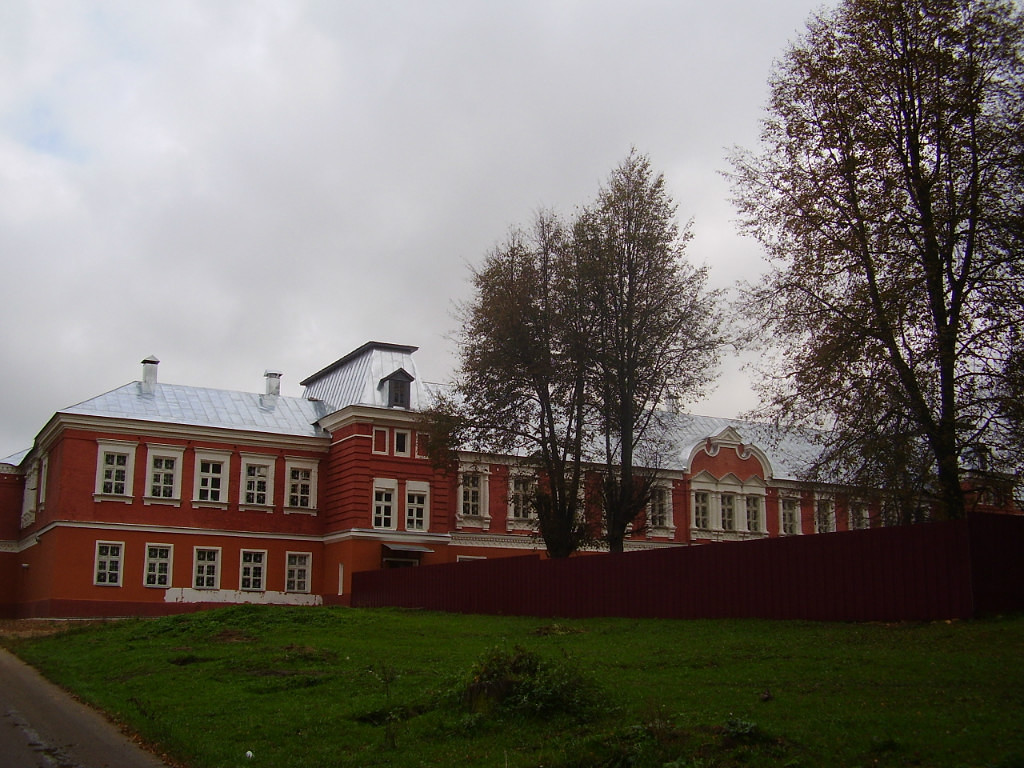
Главный дом усадьбы Боде в селе Покровском-Мещерском

По словам современника, от природы горячая и властная, баронесса Боде «сумела переделать себя, и сама, только по чувству долга, всецело подчинилась воле мужа». При этом каждый из них остался верным своим убеждениям: Лев Карлович исповедовал лютеранство, Наталья Фёдоровна — православие, что не помешало им прожить вместе сорок пять лет в полном согласии. Отличаясь глубокой религиозностью, она воспитывала детей в строго православном духе, её собственная библиотека состояла из духовно-нравственных книг на французском языке.
Высокого роста, прямая и сухая, с большим носом и сжатыми губами, очень благообразная, под старость баронесса Боде сделалась ещё богомольнее и ежедневно посещала службу в домовой церкви в селе Мещерском. В этом селе 21 апреля 1860 года она умерла от инсульта, приготовившись к поминкам по барону Льву Карловичу, умершему ровно год назад. К поминкам должны были съехаться все члены её семьи, но не застали её в живых, так что обед, ею заказанный, был подан в день её погребения.
Похоронена была рядом с мужем в селе Мещерском в склепе у церкви; в 1867 году, по случаю продажи имения, прах их был перевезён в село Лукино Звенигородского уезда Московской губернии и положен в усыпальнице под церковью Св. Филиппа, соединяющейся переходом со старым, в русском стиле, домом Колычёвской усадьбы.

## Семья

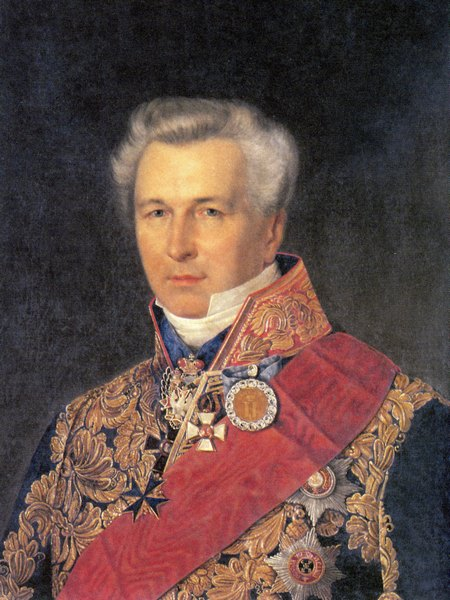
Лев Карлович Боде

В браке имела двух сыновей и шесть дочерей (ещё трое детей, Александр, Дмитрий и Софья, умерли в младенчестве):
- Анна (1815—1897), фрейлина императрицы Александры Фёдоровны, была ею очень любима, в 1854 году вышла замуж за князя А. И. Долгорукова. Сохранились её дневники, рисующие чрезвычайно экзальтированную девушку, со всей непосредственностью описывающую свои влюбленности. Среди её героев был принц Хозрев-Мирза, модный московский врач А. Е. Берс и князь В. А. Меншиков.
- Наталья (1817—1843), фрейлина, умерла от простуды, полученной на балу, похоронена в Новоспасском монастыре в Москве.
- Мария (1818—1864), фрейлина, в сравнении с сëстрами была некрасива (мала ростом и с большой головой), жила при родителях, а после их смерти, в 1862 году, приняла постриг в Вознесенском монастыре под именем Паисии. Похоронена в Новоспасском монастыре в Москве.
- Екатерина (1819—1867), фрейлина, «славилась своею красотою, необыкновенной прелестью и изящной ловкостью в танцах, особенно в вальсе»[4]. С 1843 года замужем за Павлом Александровичем Олсуфьевым (1819—1844), умер от чахотки. Вторым браком (с 1850) за князем Александром Сергеевичем Вяземским (1806—1867), братом В. С. Ершовой.
- Лев (24.10.1820[5]—1855), майор и камер-юнкер, умер от тифа. В 1842 году с разрешения митрополита Филарета женился на троюродной сестре Анне Петровне Колычёвой (1824—1867). После смерти мужа Анна поселилась с детьми около Нового Иерусалима, часто ездила на богомолье по святым местам. В своём имении в Землянском уезде устроила монастырь, где жила в последние годы жизни; там же умерла и была похоронена. В тайном постриге носила имя "Мария". Их сыновья: Яков, Фёдор и Николай; дочери — Ольга (1843—1865; пострижена под именем Олимпиады) и Анастасия (1852—1876; в замужестве за А. И. Хрущовым).
- Михаил (1824—1888), обер-гофмейстер, с 1875 года унаследовал фамилию Колычёва и именовался Боде-Колычёв.
- Елена (1826—1862), фрейлина, замужем (с 19 апреля 1846 года)[6] за Андреем Ильичом Баратынским (1813—1890); у них был сын, Лев.
- Александра (1828— ?), фрейлина, замужем за князем Николаем Андреевичем Оболенским (1822—1867).